# Missão San Francisco de la Espada

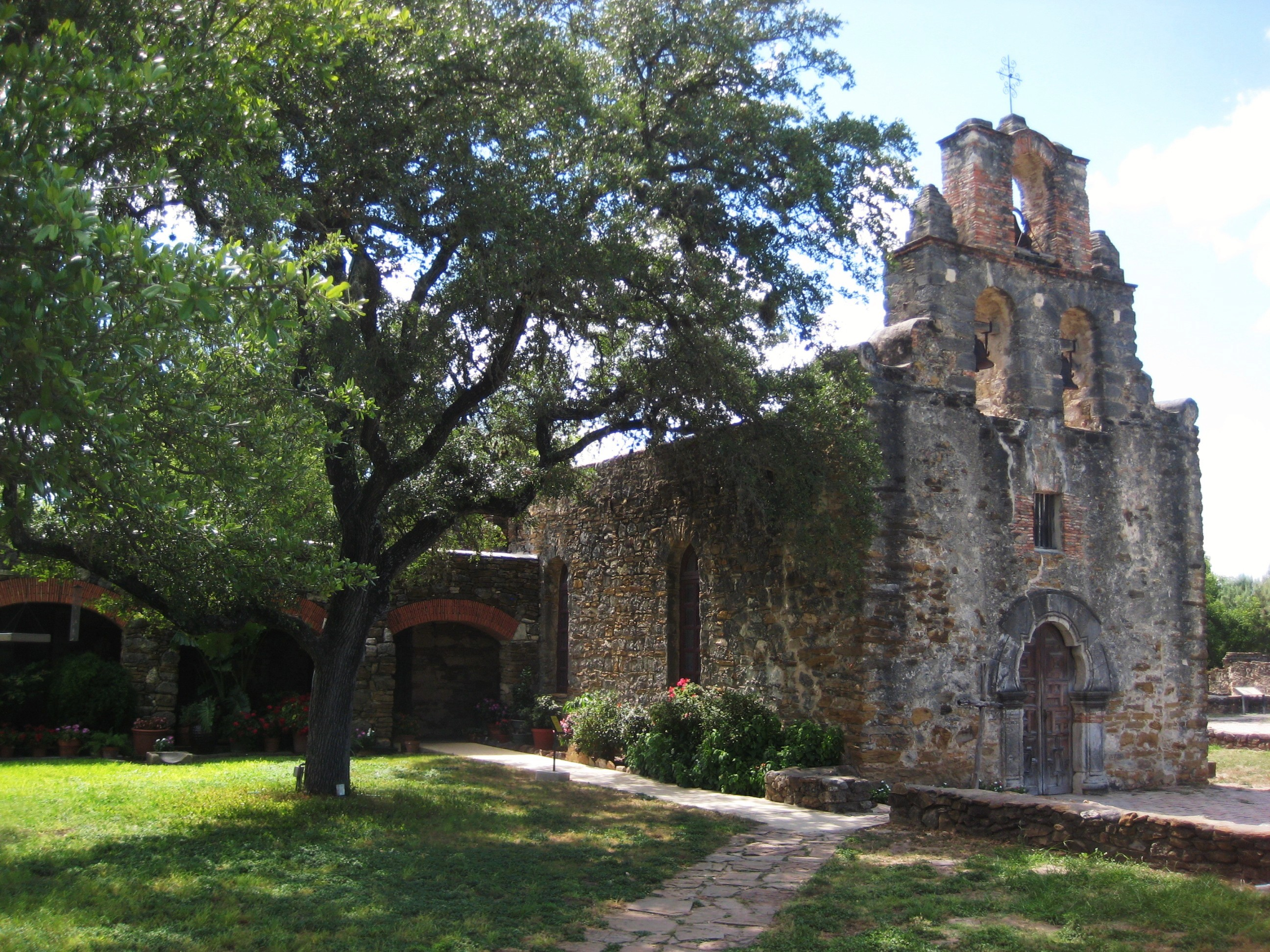

Missão San Francisco de la Espada foi uma missão católica romana estabelecida pela Espanha, perto de San Antonio de Béxar, no norte da Nova Espanha, em 1731 para converter nativos americanos para o cristianismo e solidificar as reivindicações territoriais espanholas no Novo Mundo, contra a invasão da França. Hoje, a estrutura é uma das quatro missões que compõem o San Antonio Missions National Historical Park.